# Olympische Sommerspiele 2012/Leichtathletik – 400 m (Frauen)

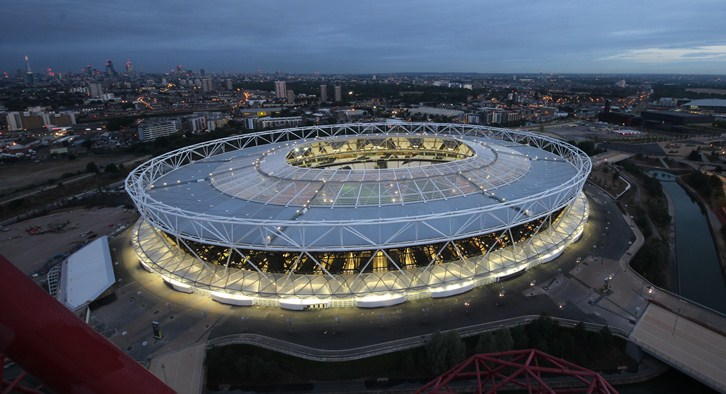
Das Olympiastadion von London im Jahr 2015

Der 400-Meter-Lauf der Frauen bei den Olympischen Spielen 2012 in London wurde am 3., 4. und 5. August 2012 im Olympiastadion London ausgetragen. 49 Athletinnen nahmen teil.
Olympiasiegerin wurde die US-Amerikanerin Sanya Richards-Ross. Die Britin Christine Ohuruogu gewann die Silbermedaille, Bronze errang die US-Athletin DeeDee Trotter.
Athletinnen aus Deutschland, der Schweiz, Österreich und Liechtenstein nahmen nicht teil.

## Aktuelle Titelträgerinnen
| Olympiasiegerin                      | Christine Ohuruogu ( Großbritannien) | 49,62 s | Peking 2008       |
| Weltmeisterin                        | Amantle Montsho ( Botswana)          | 49,56 s | Daegu 2011        |
| Europameisterin                      | Moa Hjelmer ( Schweden)              | 51,13 s | Helsinki 2012     |
| Zentralamerika und Karibik-Meisterin | Shereefa Lloyd ( Jamaika)            | 51,69 s | Mayagüez 2011     |
| Südamerika-Meisterin                 | Norma González ( Kolumbien)          | 52,12 s | Buenos Aires 2011 |
| Asienmeisterin                       | Chen Jingwen ( Volksrepublik China)  | 52,89 s | Kōbe 2011         |
| Afrikameisterin                      | Amantle Montsho ( Botswana)          | 49,54 s | Porto-Novo 2012   |
| Ozeanienmeisterin                    | Donna Koniel ( Papua-Neuguinea)      | 56,17 s | Cairns 2012       |

## Rekorde

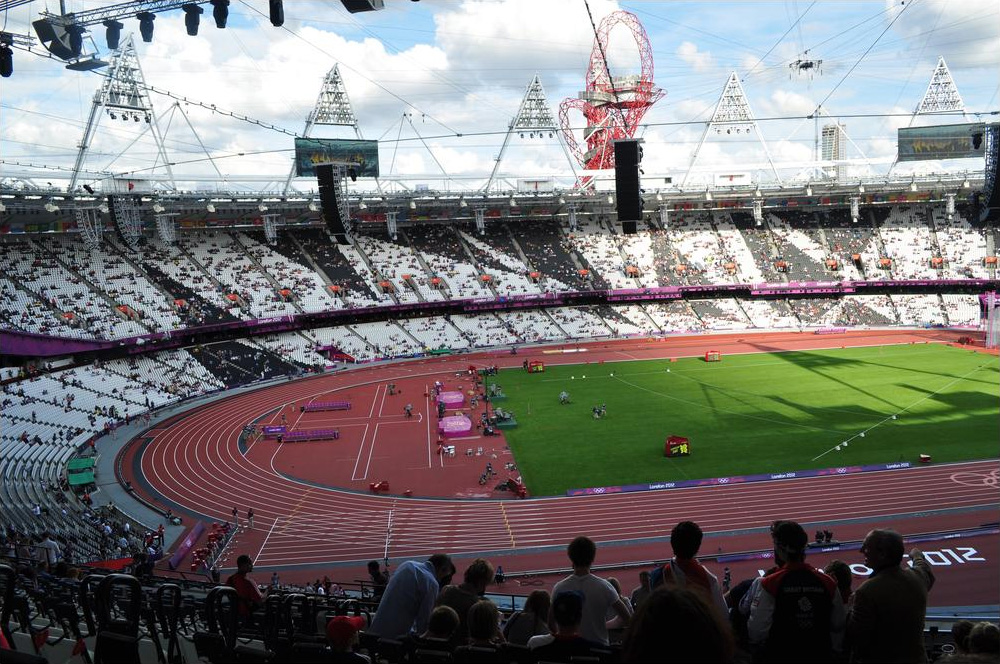
Das Londoner Olympiastadion während der Olympischen Spiele 2012

### Bestehende Rekorde
| Weltrekord         | Marita Koch ( DDR)             | 47,60 s | Canberra, Australien   | 6. Oktober 1985 |
| Olympischer Rekord | Marie-José Pérec ( Frankreich) | 48,25 s | Finale OS Atlanta, USA | 29. Juli 1996   |

Der bestehende olympische Rekord wurde bei diesen Spielen nicht erreicht. Die schnellste Zeit erzielte die US-amerikanische Olympiasiegerin Sanya Richards-Ross mit 49,55 s im Finale am 5. August. Den Olympiarekord verfehlte sie dabei um 1,30 Sekunden. Zum Weltrekord fehlten ihr 1,95 Sekunden.

### Rekordverbesserungen
Es wurden zwei neue Landesrekorde aufgestellt:
- 54,20 s – Ambwene Simukonda (Malawi), fünfter Vorlauf am 3. August
- 59,28 s – Maziah Mahusin (Brunei), sechster Vorlauf am 3. August

Anmerkung:
Alle Zeiten in diesem Beitrag sind nach Ortszeit London (UTC±0) angegeben.

## Doping
In diesem Wettbewerb gab es drei Athletinnen, die gegen die Antidopingbestimmungen verstoßen hatten. In allen drei Fällen erfolgte die Überführung mit entsprechenden Konsequenzen wie so oft bei Nachtests erst einige Jahre nach Abschluss der Veranstaltung, sodass die benachteiligten Sportlerinnen kaum wieder gutzumachenden Folgen gegenüberstanden.
- Antonina Kriwoschapka, Russland (zunächst auf Rang sechs platziert). Sie wurde bei Nachtests von Dopingproben der Olympischen Spiele 2012 des Einsatzes von Turinabol, einem verbotenen Steroid überführt. Ihre Resultate im 400-Meter-Einzellauf und auch in der 4-mal-400-Meter-Staffel – hier hatte es zunächst Silber gegeben – wurden allesamt annulliert.[2]
- Julija Guschtschina, Russland (im Halbfinale ausgeschieden). Ihr wurde bei Nachtests von Dopingproben der Olympischen Spiele 2012 der Gebrauch der verbotenen Mittel Dehydrochlormethyltestosteron und Stanozolol nachgewiesen. Alle bei diesen Spielen von ihr erzielten Resultate wurden ihr aberkannt. Auch sie war Mitglied in der disqualifizierten russischen 4-mal-400-Meter-Staffel.[3]
- Pınar Saka, Türkei (im Vorlauf ausgeschieden). Ihr wurde aufgrund von Veränderungen der Blutwerte in ihrem Biologischen Pass Dopingmissbrauch nachgewiesen und sie wurde disqualifiziert. Von der Disqualifikation ebenfalls betroffen war die im Vorlauf ausgeschiedene türkische 4-mal-400-Meter-Staffel, in der Saka Mitglied war.[4]

Benachteiligt wurden vor allem folgende Athletinnen:
- Libania Grenot, Italien – Sie wäre über ihre Zeit im Finale startberechtigt gewesen.
- Moa Hjelmer, Schweden – Sie wäre als Drittplatzierte des fünften Vorlaufs im Halbfinale startberechtigt gewesen.
- Amy Mbacké Thiam, Senegal – Sie wäre als Drittplatzierte des siebten Vorlaufs im Halbfinale startberechtigt gewesen.

## Vorrunde
Es wurden sieben Vorläufe durchgeführt. Für das Halbfinale qualifizierten sich pro Lauf die ersten drei Athletinnen (hellblau unterlegt). Darüber hinaus kamen die drei Zeitschnellsten, die sogenannten Lucky Loser (hellgrün unterlegt), weiter.

### Vorlauf 1

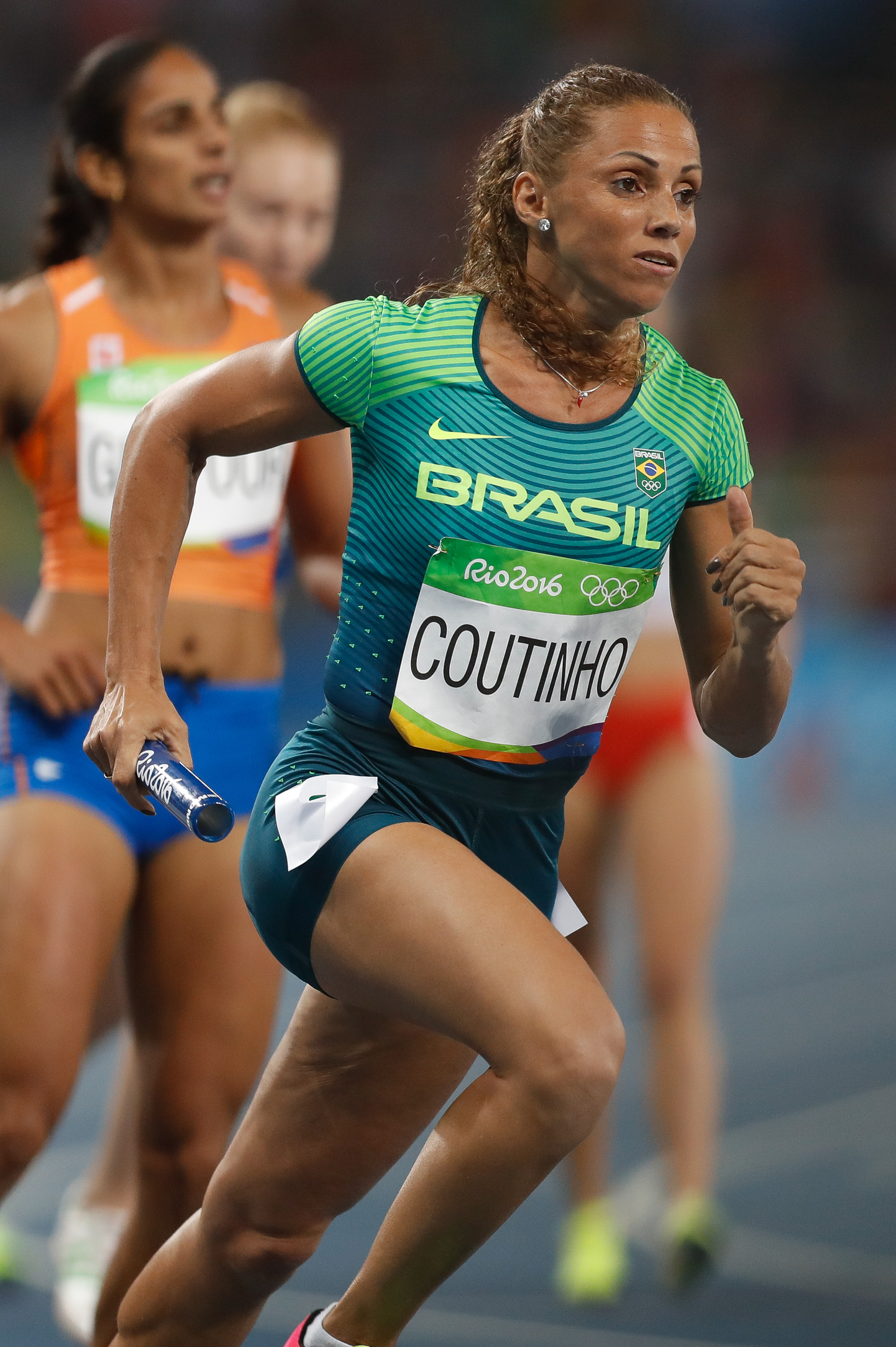
Geisa Aparecida Coutinho – ausgeschieden als Fünfte des ersten Vorlaufs

3. August 2012, 12:00 Uhr
| Platz | Name                     | Nation         | Zeit (s) |
| ----- | ------------------------ | -------------- | -------- |
| 1     | Francena McCorory        | USA            | 50,78    |
| 2     | Christine Ohuruogu       | Großbritannien | 50,80    |
| 3     | Joy Sakari               | Kenia          | 51,85    |
| 4     | Joanne Cuddihy           | Irland         | 52,09    |
| 5     | Geisa Aparecida Coutinho | Brasilien      | 53,43    |
| 6     | Marina Masljonko         | Kasachstan     | 53,66    |
| 7     | Zamzam Mohamed Farah     | Somalia        | 80,48    |

### Vorlauf 2

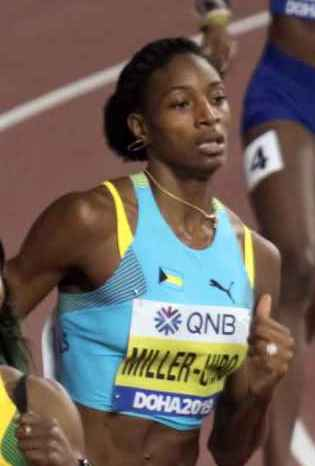
Shaunae Miller – im zweiten Vorlauf nicht im Ziel

3. August 2012, 12:08 Uhr
| Platz | Name                         | Nation              | Zeit (s) |
| ----- | ---------------------------- | ------------------- | -------- |
| 1     | Amantle Montsho              | Botswana            | 50,40    |
| 2     | Christine Day                | Jamaika             | 51,05    |
| 3     | Shana Cox                    | Großbritannien      | 52,01    |
| 4     | Aliann Pompey                | Guyana              | 52,10    |
| 5     | Afia Charles                 | Antigua und Barbuda | 54,25    |
| 6     | Ingrid Yahocza Narváez Solis | Nicaragua           | 59,55    |
| DNF   | Shaunae Miller               | Bahamas             |          |

### Vorlauf 3

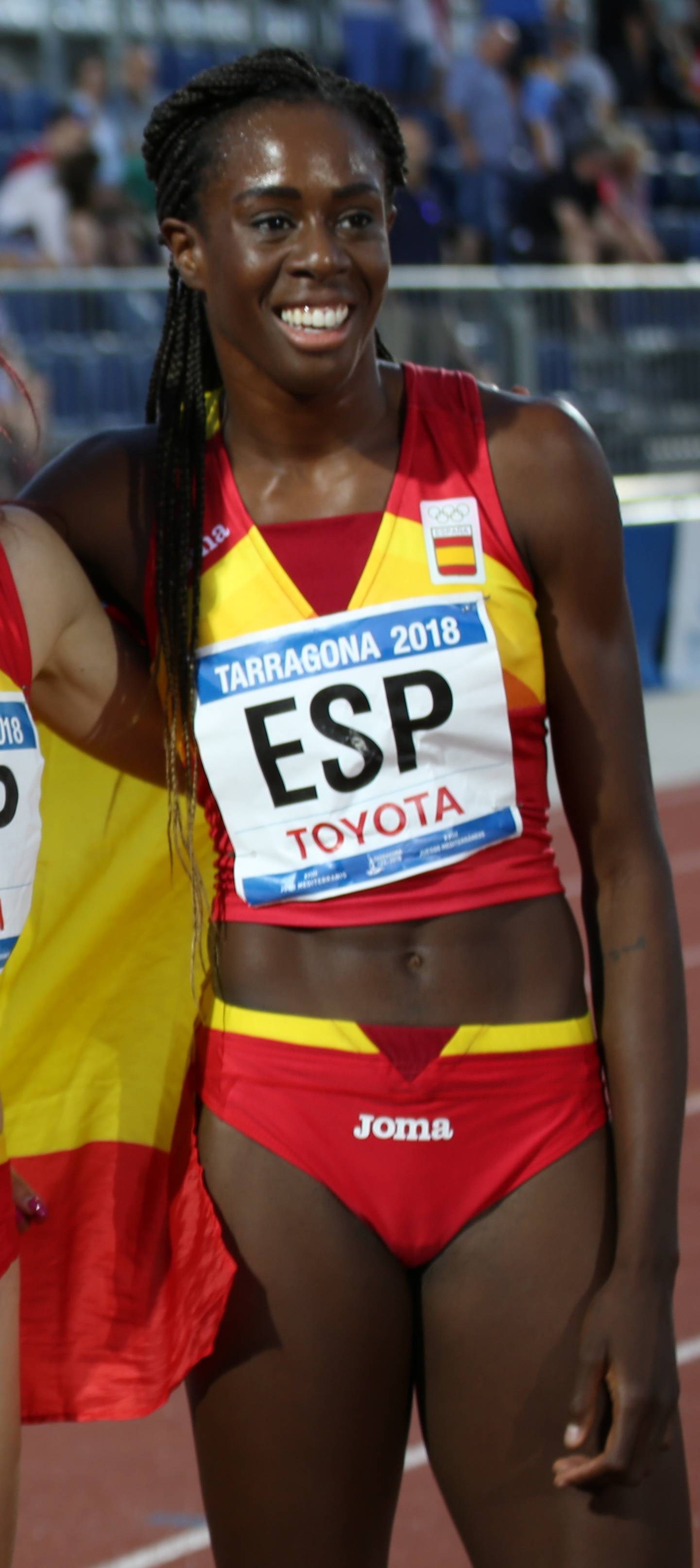
Aauri Bokesa – ausgeschieden als Sechste des dritten Vorlaufs

3. August 2012, 12:16 Uhr
| Platz | Name             | Nation                  | Zeit (s) |
| ----- | ---------------- | ----------------------- | -------- |
| 1     | DeeDee Trotter   | USA                     | 50,87    |
| 2     | Rosemarie Whyte  | Jamaika                 | 50,90    |
| 3     | Jenna Martin     | Kanada                  | 51,98    |
| 4     | Omolara Omotosho | Nigeria                 | 52,11    |
| 5     | Raysa Sánchez    | Dominikanische Republik | 52,47    |
| 6     | Aauri Bokesa     | Spanien                 | 53,67    |
| 7     | Zourah Ali       | Dschibuti               | 65,37    |

### Vorlauf 4
3. August 2012, 12:24 Uhr
| Platz | Name                 | Nation      | Zeit (s) | Anmerkung |
| ----- | -------------------- | ----------- | -------- | --------- |
| 1     | Sanya Richards-Ross  | USA         | 51,78    |           |
| 2     | Carol Rodríguez      | Puerto Rico | 52,19    |           |
| 3     | Tjipekapora Herunga  | Namibia     | 52,31    |           |
| 4     | Swjatlana Ussowitsch | Belarus     | 52,40    |           |
| 5     | Phumlile Ndzinisa    | Swasiland   | 53,95    |           |
| 6     | Hristina Risteska    | Mazedonien  | 60,86    |           |
| DOP   | Pınar Saka           | Türkei      | 52,38    | [ 4 ]     |

### Vorlauf 5

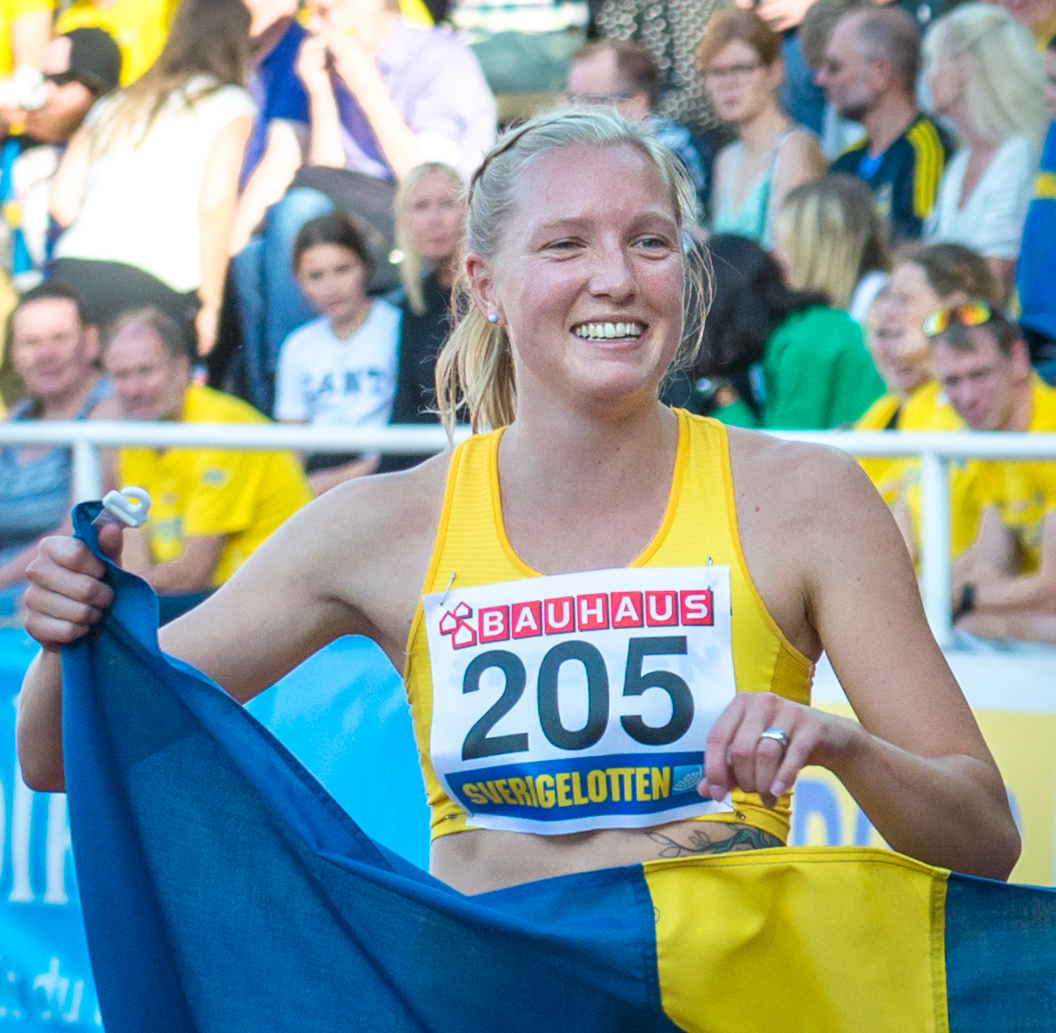
Moa Hjelmer schied als Dritte des fünften Vorlaufs nur aus, weil eine gedopte Athletin vor ihr lag

3. August 2012, 12:32 Uhr
| Platz | Name                  | Nation         | Zeit (s) | Anmerkung                                  |
| ----- | --------------------- | -------------- | -------- | ------------------------------------------ |
| 1     | Alina Lohwynenko      | Ukraine        | 52,08    |                                            |
| 2     | Lee McConnell         | Großbritannien | 52,23    |                                            |
| 3     | Moa Hjelmer           | Schweden       | 52,86    | eigentlich für das Halbfinale qualifiziert |
| 4     | Ambwene Simukonda     | Malawi         | 54,20    | NR                                         |
| 5     | Danielle Alakija      | Fidschi        | 56,77    |                                            |
| DOP   | Antonina Kriwoschapka | Russland       | 50,75    | für das Halbfinale zugelassen              |
| DNS   | Kanika Beckles        | Grenada        |          |                                            |

### Vorlauf 6

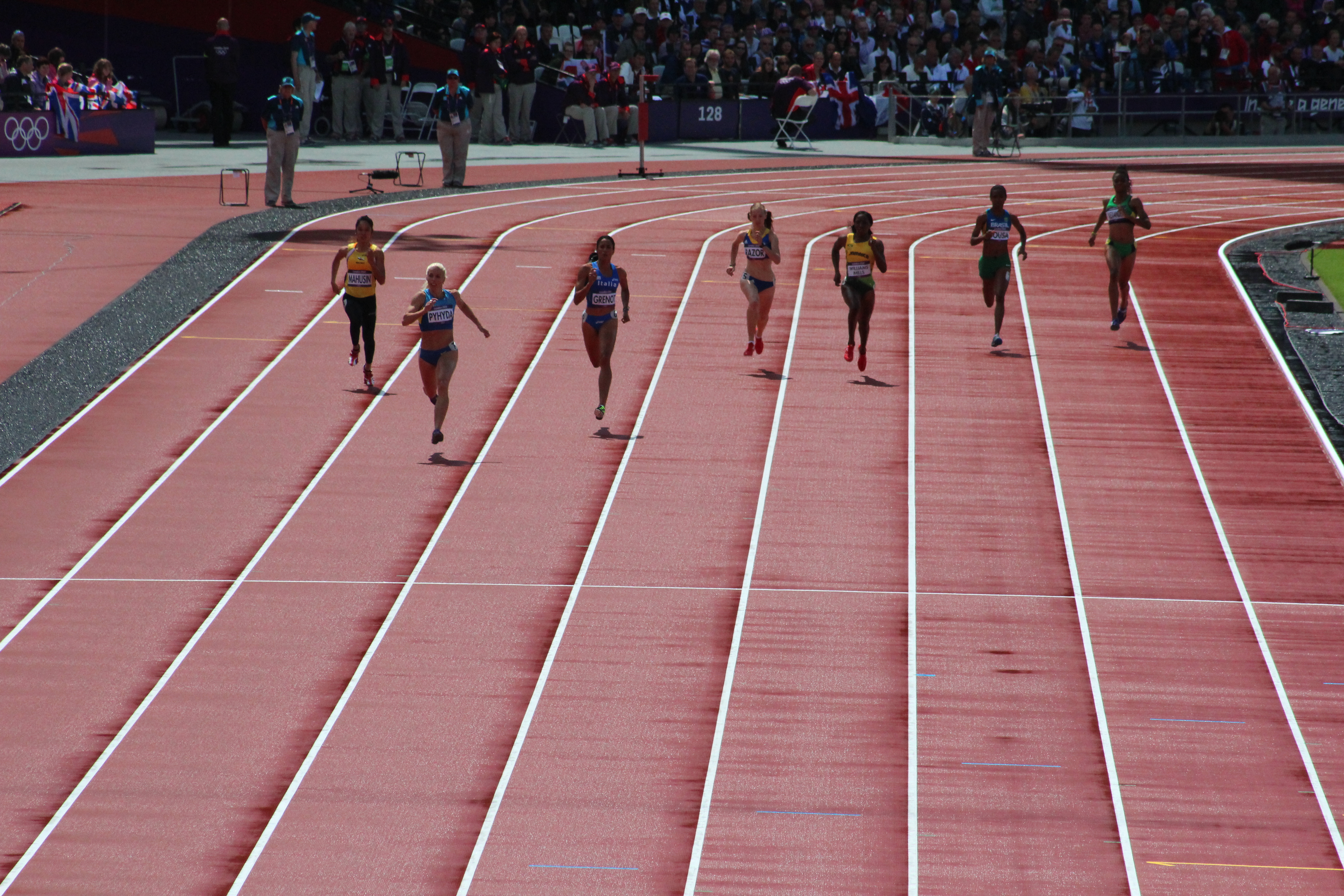
Sechster Vorlauf (v. l. n. r.): Maziah Mahusin, Natalija Pyhyda, Libania Grenot, Bianca Răzor, Novlene Williams-Mills, Joelma Sousa, Kineke Alexander

3. August 2012, 12:40 Uhr
| Platz | Name                   | Nation                         | Zeit (s) | Anmerkung |
| ----- | ---------------------- | ------------------------------ | -------- | --------- |
| 1     | Novlene Williams-Mills | Jamaika                        | 50,88    |           |
| 2     | Natalija Pyhyda        | Ukraine                        | 51,09    |           |
| 3     | Libania Grenot         | Italien                        | 52,13    |           |
| 4     | Joelma Sousa           | Brasilien                      | 52,69    |           |
| 5     | Bianca Răzor           | Rumänien                       | 52,83    |           |
| 6     | Maziah Mahusin         | Brunei                         | 59,28    | NR        |
| DNF   | Kineke Alexander       | St. Vincent und die Grenadinen |          |           |

### Vorlauf 7

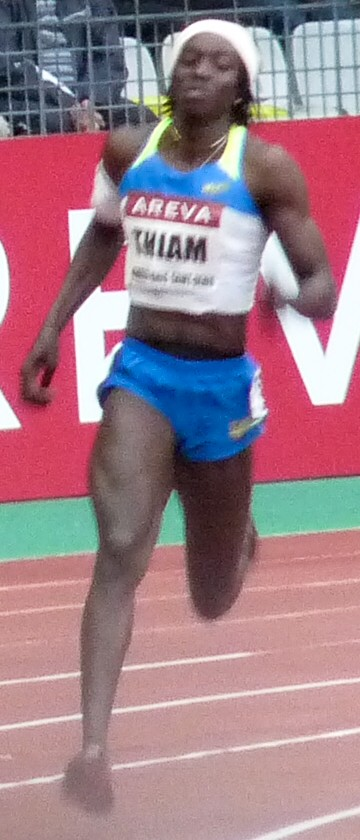
Amy Mbacke Thiam schied im vierten Vorlauf als Dritte nur aus, weil eine gedopte Athletin vor ihr lag

3. August 2012, 12:48 Uhr
| Platz | Name                | Nation        | Zeit    | Anmerkung                                               |
| ----- | ------------------- | ------------- | ------- | ------------------------------------------------------- |
| 1     | Regina George       | Nigeria       | 51,24 s |                                                         |
| 2     | Marlena Wesh        | Haiti         | 51,98 s |                                                         |
| 3     | Amy Mbacké Thiam    | Senegal       | 53,23 s | eigentlich für das Halbfinale qualifiziert              |
| 4     | Olesea Cojuhari     | Moldau        | 53,64 s |                                                         |
| 5     | Graciela Martins    | Guinea-Bissau | 58,30 s |                                                         |
| DSQ   | Jennifer Padilla    | Kolumbien     |         | Weltleichtathletikverband Regel 163.3a – Bahnübertreten |
| DOP   | Julija Guschtschina | Russland      | 51,54   | für das Halbfinale zugelassen                           |

## Halbfinale
In den drei Halbfinalläufen qualifizierten sich pro Lauf die ersten zwei Athletinnen für das Finale (hellblau unterlegt). Darüber hinaus kamen die zwei Zeitschnellsten, die sogenannten Lucky Loser (hellgrün unterlegt), weiter.

### Lauf 1

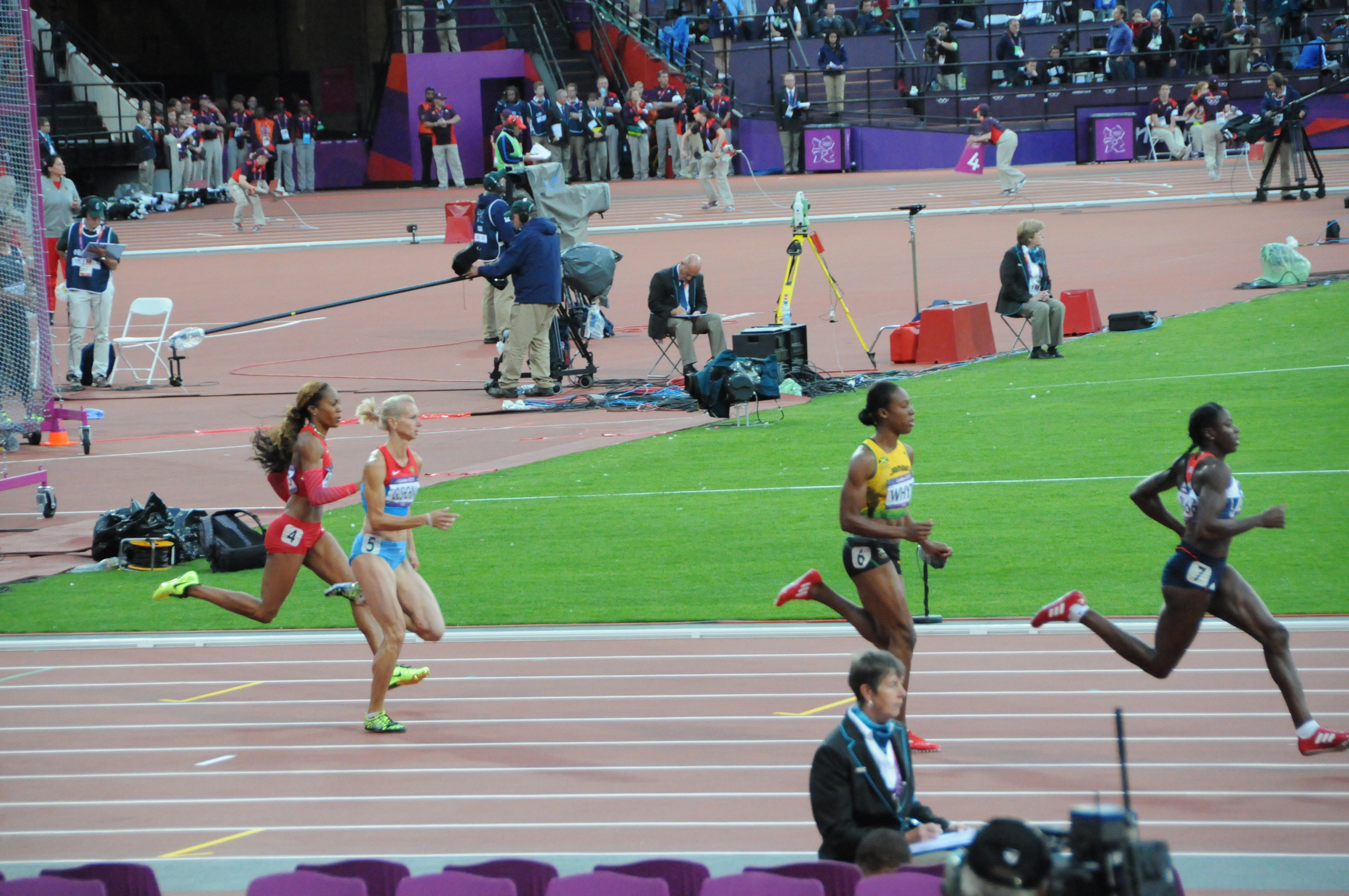
Erstes Halbfinale: Christine Ohuruogu vor Rosemarie Whyte, die gedopte Julija Guschtschina und Sanya Richards-Ross

4. August 2012, 20:05 Uhr
| Platz | Name                | Nation         | Zeit (s) | Anmerkung |
| ----- | ------------------- | -------------- | -------- | --------- |
| 1     | Sanya Richards-Ross | USA            | 50,07    |           |
| 2     | Christine Ohuruogu  | Großbritannien | 50,22    |           |
| 3     | Rosemarie Whyte     | Jamaika        | 50,98    |           |
| 4     | Joanne Cuddihy      | Irland         | 51,88    |           |
| 5     | Tjipekapora Herunga | Namibia        | 52,53    |           |
| 6     | Jenna Martin        | Kanada         | 52,83    |           |
| 7     | Joy Sakari          | Kenia          | 52,95    |           |
| DOP   | Julija Guschtschina | Russland       | 51,66    | [ 3 ]     |

### Lauf 2

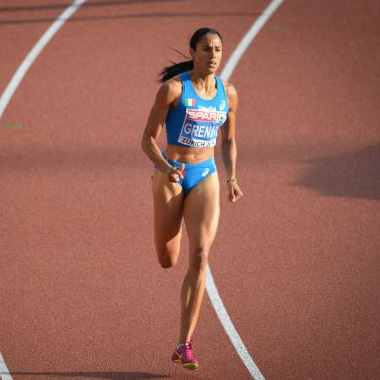
Libania Grenot schied als Dritte des zweiten Halbfinals nur aus, weil eine gedopte Läuferin schneller war
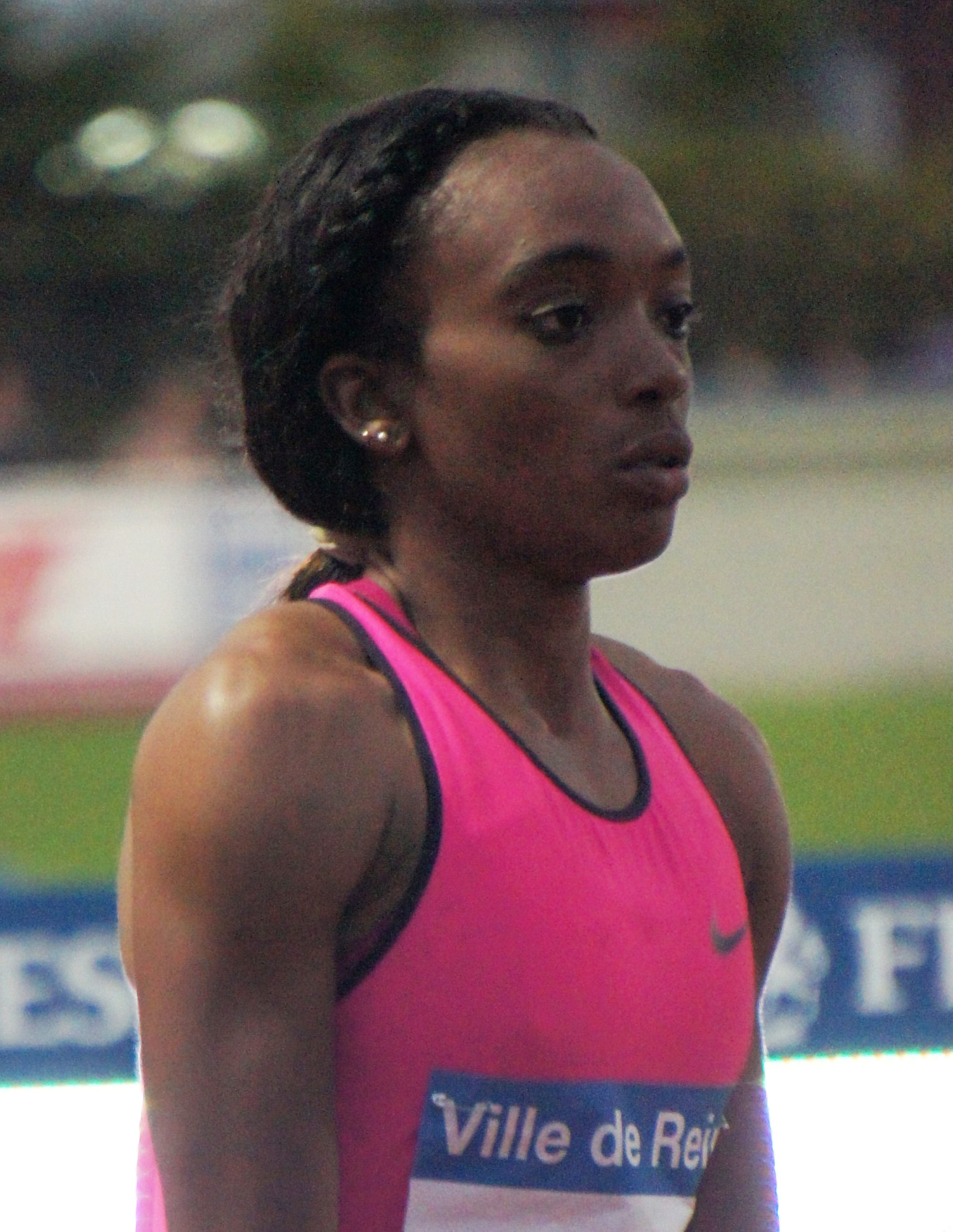
Christine Day – ausgeschieden als Vierte des zweiten Halbfinals
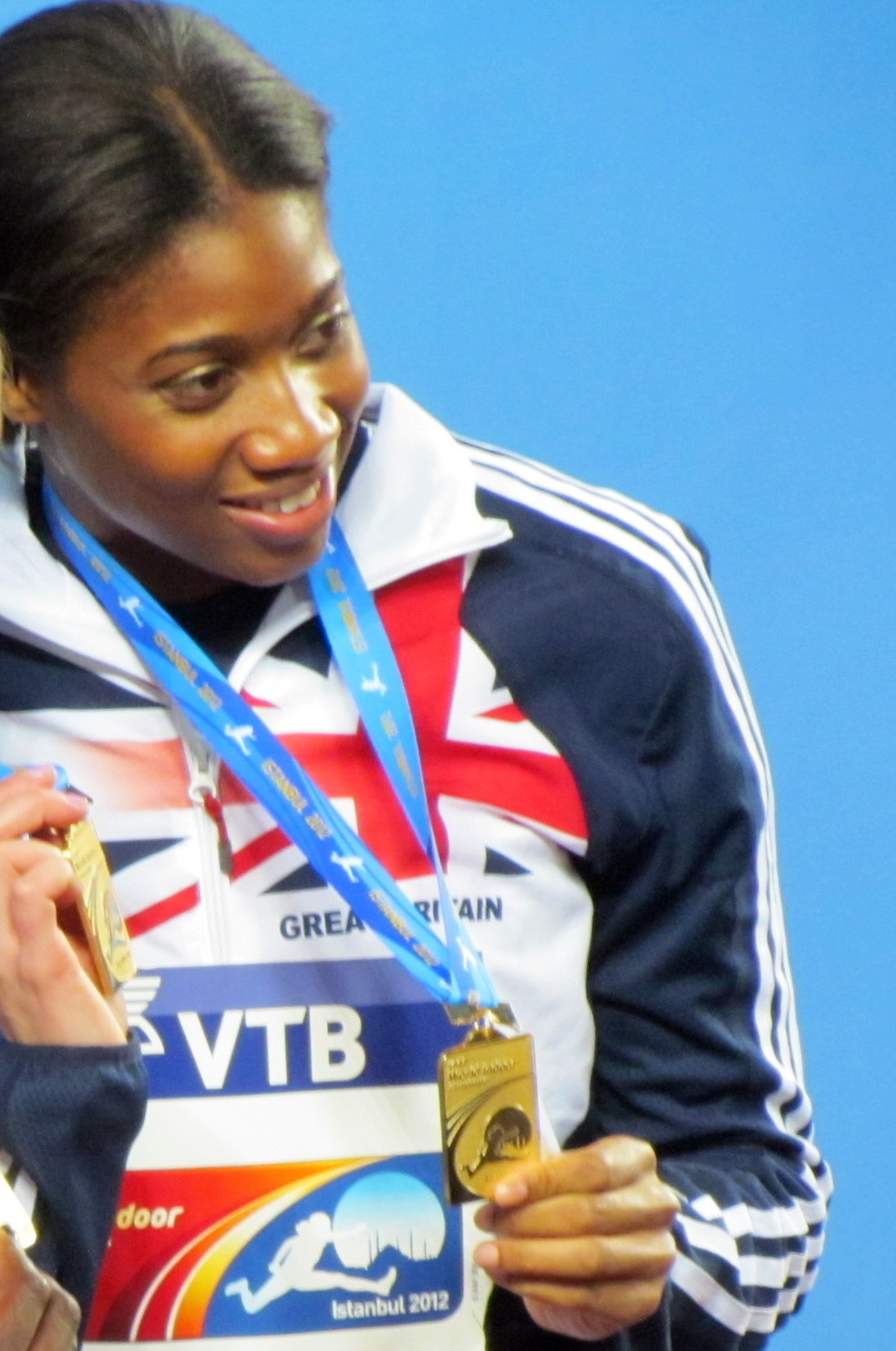
Shana Cox – ausgeschieden als Achte des zweiten Halbfinals

4. August 2012, 20:13 Uhr
| Platz | Name              | Nation         | Zeit (s) | Anmerkung                              |
| ----- | ----------------- | -------------- | -------- | -------------------------------------- |
| 1     | Amantle Montsho   | Botswana       | 50,15    |                                        |
| 2     | Francena McCorory | USA            | 50,19    |                                        |
| 3     | Libania Grenot    | Italien        | 51,18    | eigentlich für das Finale qualifiziert |
| 4     | Christine Day     | Jamaika        | 51,19    |                                        |
| 5     | Regina George     | Nigeria        | 51,35    |                                        |
| 6     | Alina Lohwynenko  | Ukraine        | 51,38    |                                        |
| 7     | Aliann Pompey     | Guyana         | 52,58    |                                        |
| 8     | Shana Cox         | Großbritannien | 52,58    |                                        |

### Lauf 3
4. August 2012, 20:21 Uhr
| Platz | Name                   | Nation         | Zeit (s) | Anmerkung                 |
| ----- | ---------------------- | -------------- | -------- | ------------------------- |
| 1     | DeeDee Trotter         | USA            | 49,87    |                           |
| 2     | Novlene Williams-Mills | Jamaika        | 49,91    |                           |
| 3     | Omolara Omotosho       | Nigeria        | 51,41    |                           |
| 4     | Natalija Pyhyda        | Ukraine        | 51,41    |                           |
| 5     | Carol Rodríguez        | Puerto Rico    | 52,08    |                           |
| 6     | Lee McConnell          | Großbritannien | 52,24    |                           |
| 7     | Marlena Wesh           | Haiti          | 52,49    |                           |
| DOP   | Antonina Kriwoschapka  | Russland       | 49,81    | für das Finale zugelassen |

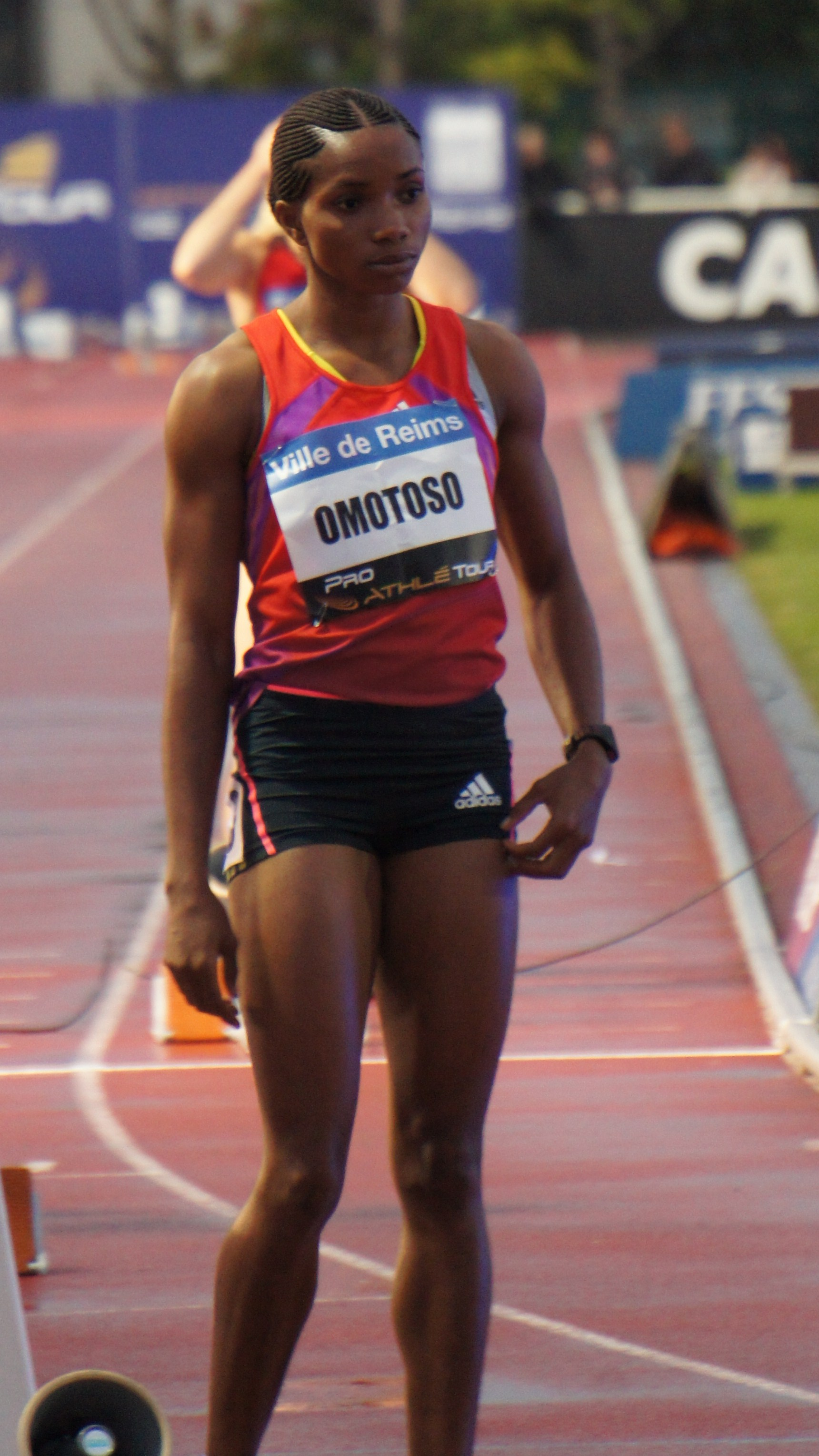
Omolara Omotosho – ausgeschieden als Dritte des dritten Halbfinals

Weitere im dritten Halbfinale ausgeschiedene Läuferinnen:

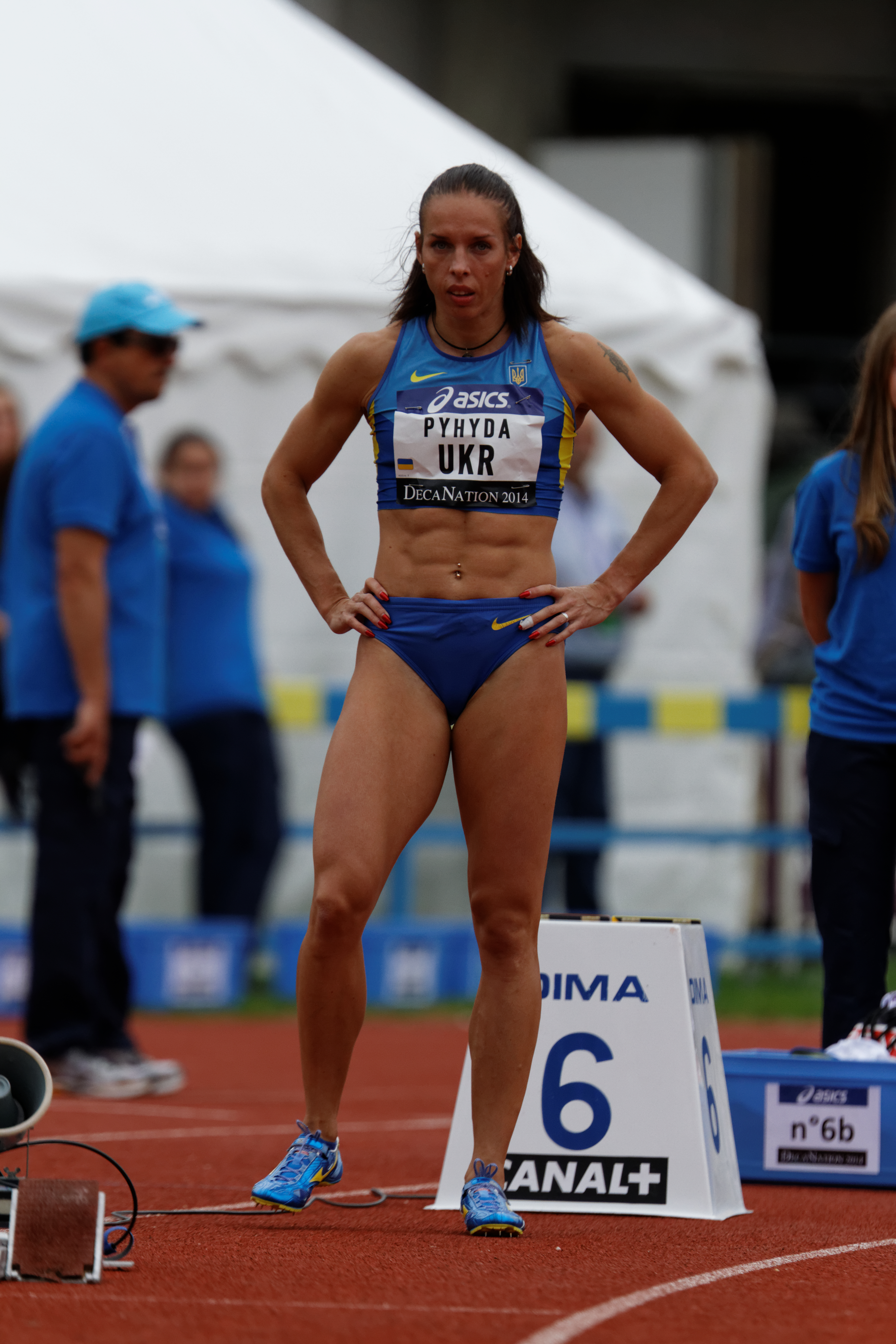
Natalija Pyhyda – Rang vier
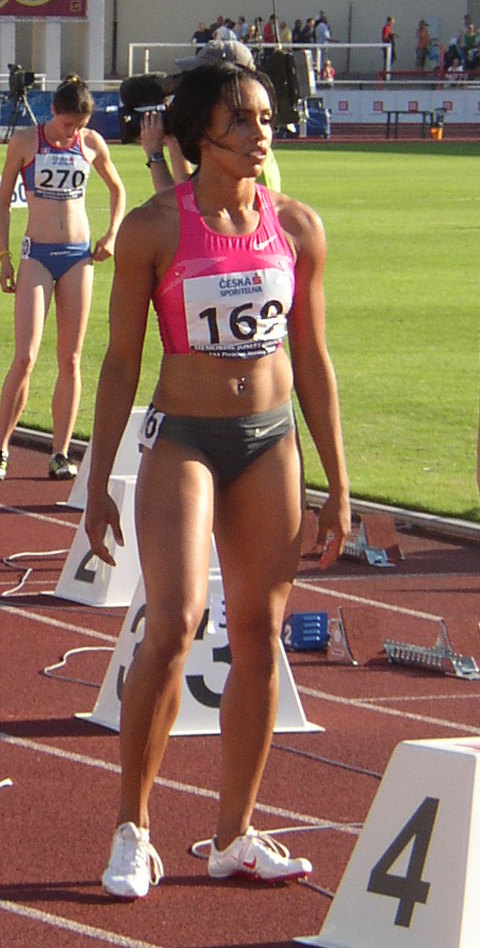
Carol Rodríguez – Rang fünf
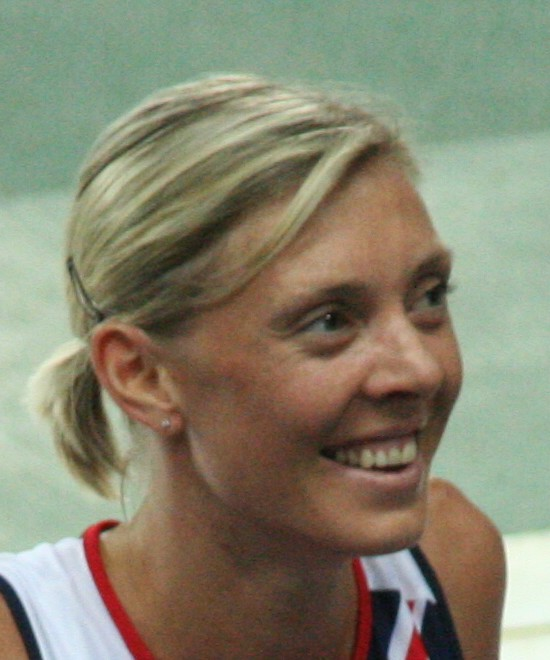
Lee McConnell – Rang sechs

## Finale
5. August 2012, 21:10 Uhr
| Platz | Name                   | Nation         | Zeit (s) | Anmerkung |
| ----- | ---------------------- | -------------- | -------- | --------- |
| 1     | Sanya Richards-Ross    | USA            | 49,55    |           |
| 2     | Christine Ohuruogu     | Großbritannien | 49,70    |           |
| 3     | DeeDee Trotter         | USA            | 49,72    |           |
| 4     | Amantle Montsho        | Botswana       | 49,75    |           |
| 5     | Novlene Williams-Mills | Jamaika        | 50,11    |           |
| 6     | Francena McCorory      | USA            | 50,33    |           |
| 7     | Rosemarie Whyte        | Jamaika        | 50,79    |           |
| DOP   | Antonina Kriwoschapka  | Russland       | 50,17    | [ 2 ]     |

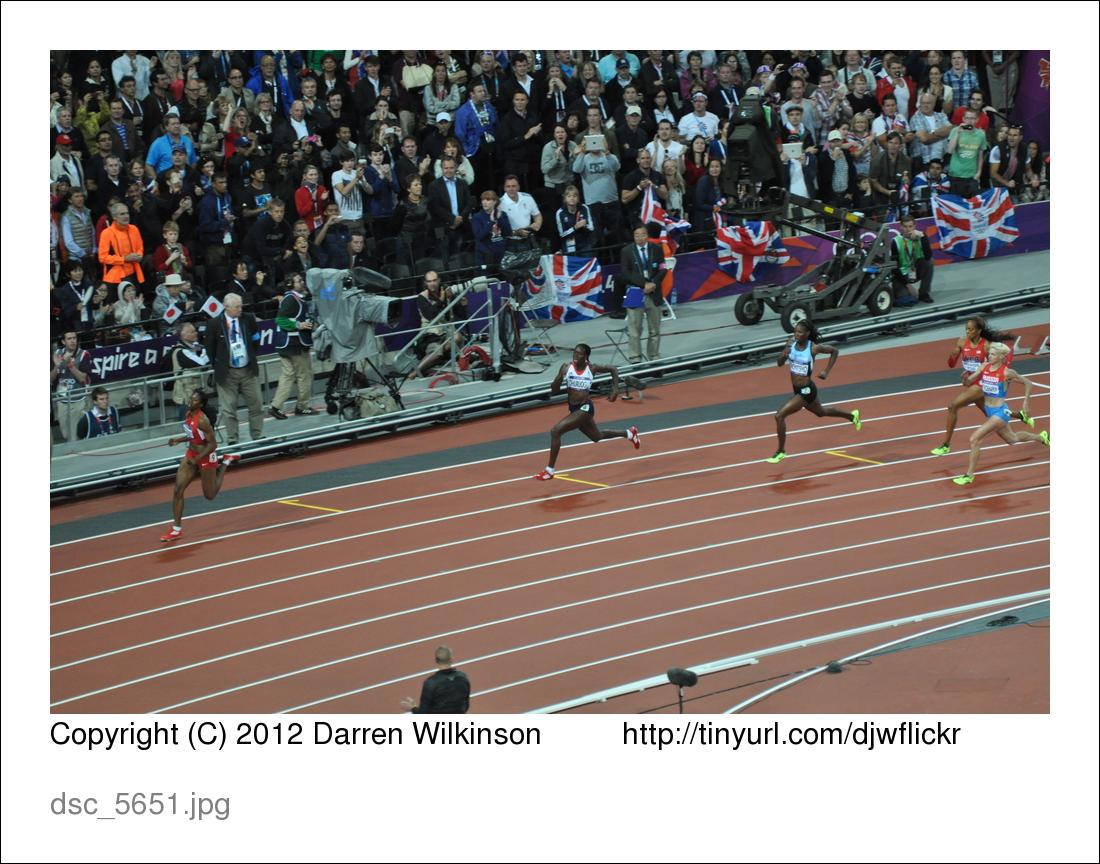
Das 400-Meter-Finale in der Zielkurve: Francena McCorory (Bahn 9),
Christine Ohuruogu (B. 8), Amantle Montsho (B. 7), Sanya Richards-Ross (B. 6),
die gedopte Antonina Kriwoschapka (B. 5)

Im Finale trafen drei US-Amerikanerinnen auf zwei Jamaikanerinnen sowie jeweils eine Athletin aus Botswana, Großbritannien und Russland. Die russische Finalteilnehmerin Antonina Kriwoschapka hatte wie oben im Abschnitt „Doping“ beschrieben gegen die Antidopingbestimmungen verstoßen und wurde disqualifiziert.
Als Favoritin galt die US-Athletin Sanya Richards-Ross, die Weltmeisterin von 2009. Ihre stärksten Gegnerinnen waren die amtierende Weltmeisterin Amantle Montsho aus Botswana sowie die Olympiasiegerin von 2008 Christine Ohuruogu aus Großbritannien.
Im Finale übernahm zunächst die gedopte Antonina Kriwoschapka die Führung, gefolgt von Richards-Ross, deren beiden Mannschaftskameradinnen DeeDee Trotter und Francena McCorory sowie Montsho. In der Zielkurve setzte sich Richards-Ross an die Spitze, auch Trotter und McCorory zogen an Kriwoschapka vorbei. Auf der Zielgeraden vergrößerte Richards-Ross zunächst ihren Vorsprung und Kriwoschapka fiel weiter zurück. Ohuruogu kam am Ende stark auf, konnte Richards-Ross jedoch nicht mehr erreichen. Die US-amerikanische Favoritin gewann mit knapp einem Meter Vorsprung vor Ohuruogu, die ihrerseits Trotter hauchdünn um zwei Hundertstelsekunden hinter sich lassen konnte. Montsho wurde Vierte, sie verpasste Bronze nur um drei Hundertstelsekunden. Auf den fünften Platz kam die Jamaikanerin Novlene Williams-Mills. Die später disqualifizierte Kriwoschapka kam als Sechste ins Ziel vor McCorory und der zweiten Jamaikanerin Rosemarie Whyte.

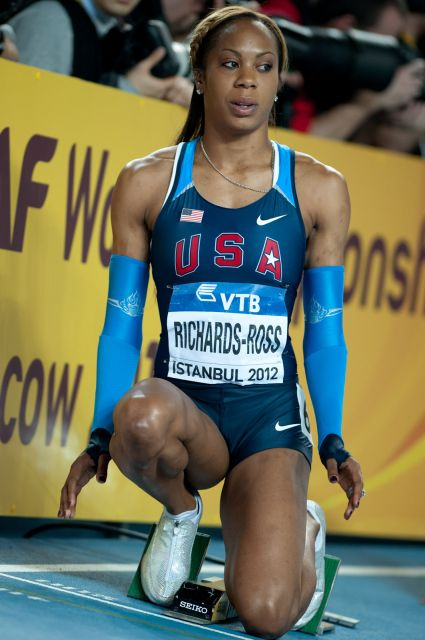
Favoritensieg für Sanya Richards-Ross
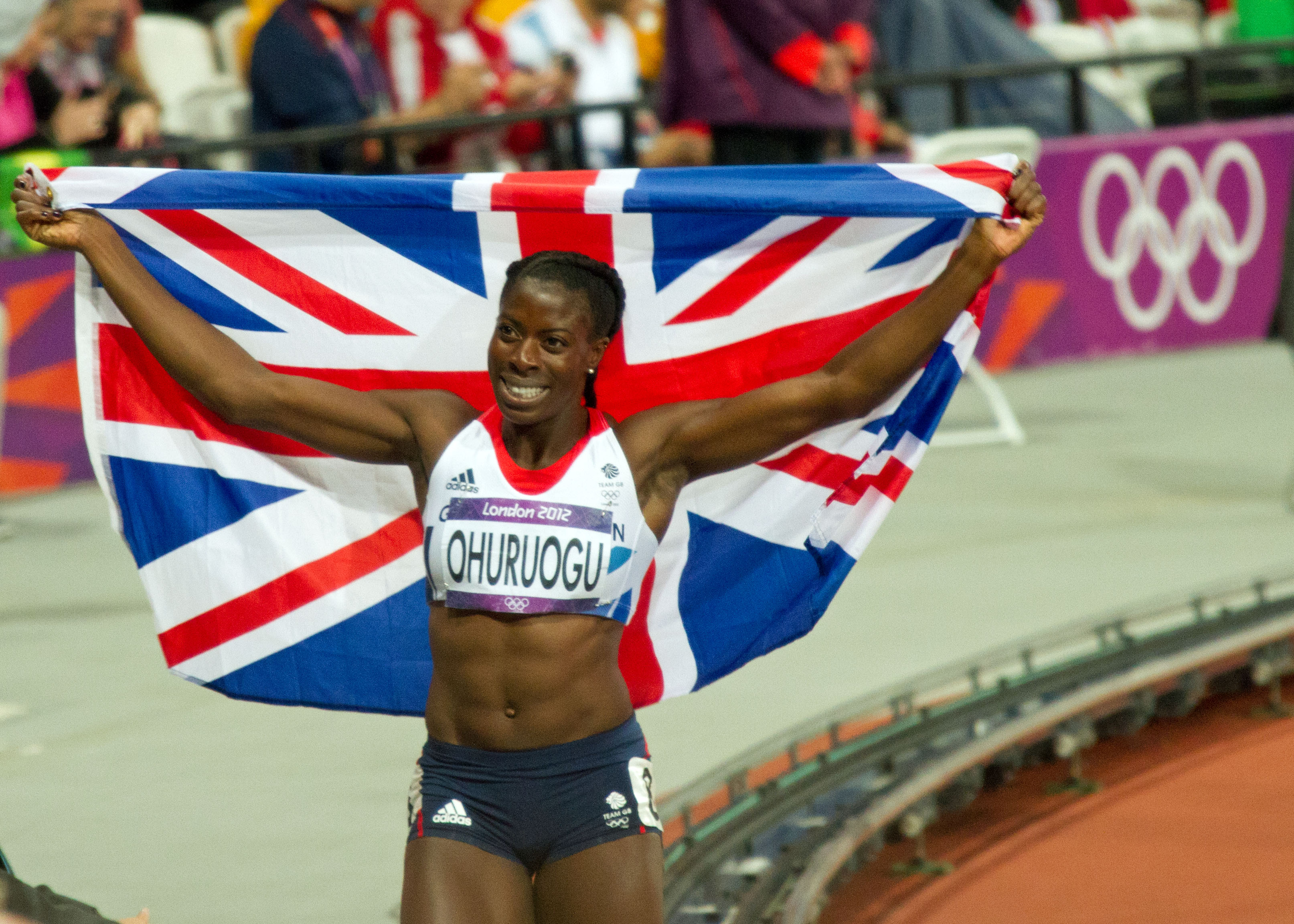
Silbermedaillengewinnerin Christine Ohuruogu
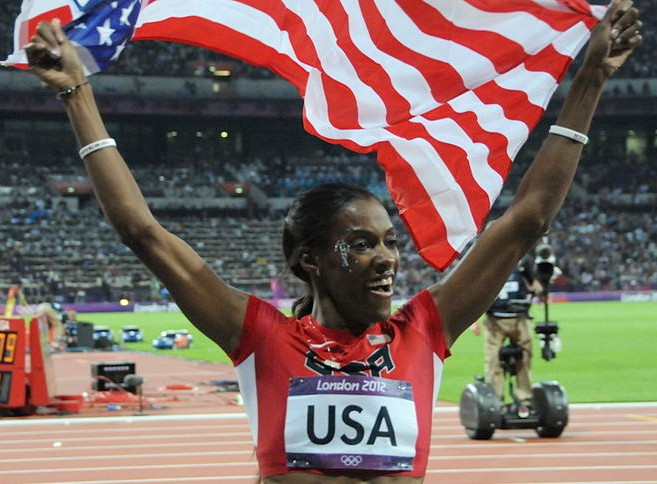
Bronzemedaillengewinnerin DeeDee Trotter

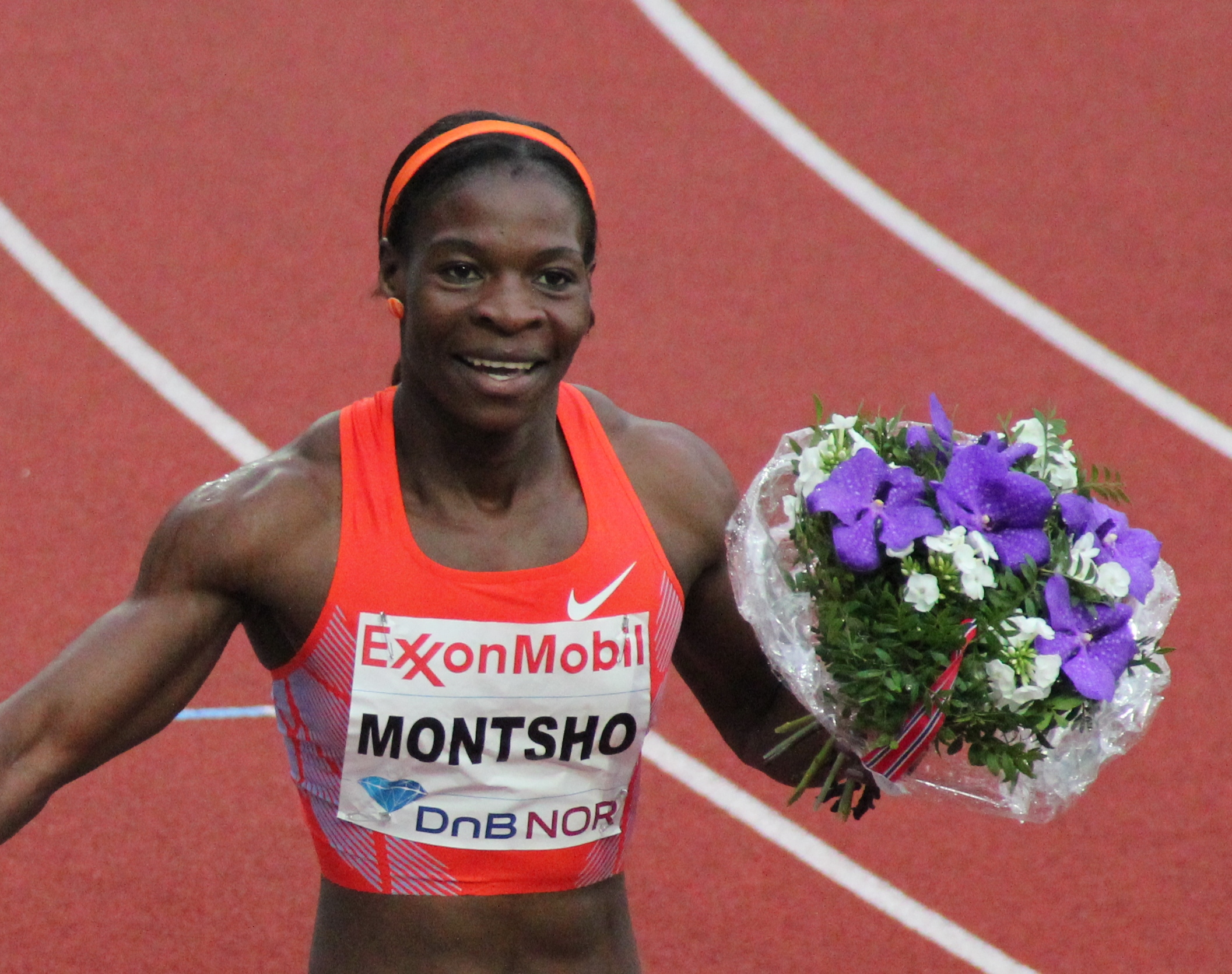
Die viertplatzierte Amantle Montsho verpasste Bronze um drei Hundertstelsekunden
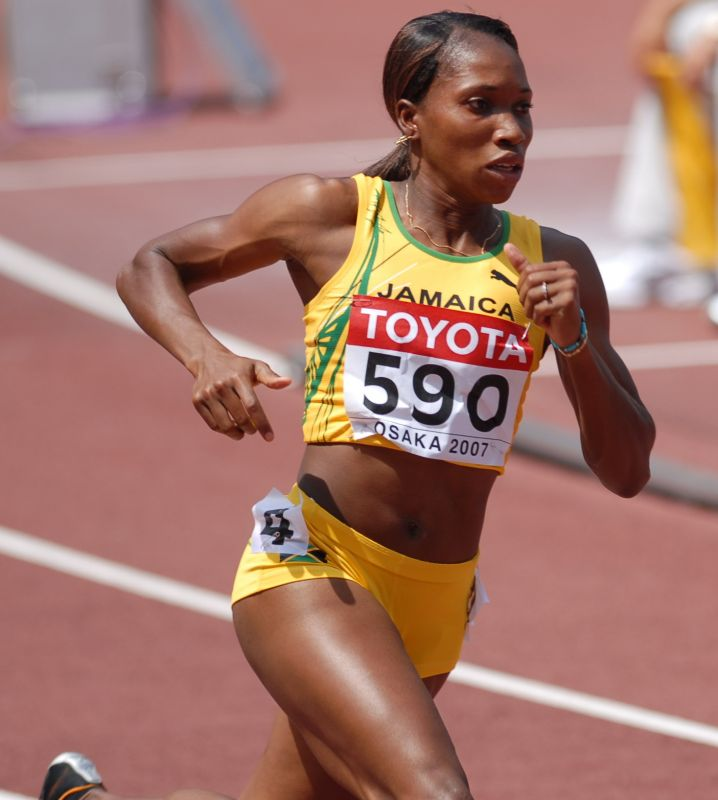
Novlene Williams-Mills belegte Rang fünf
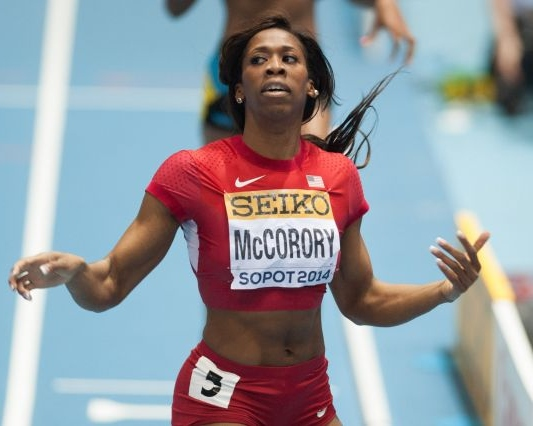
Francena McCorory kam auf den sechsten Platz
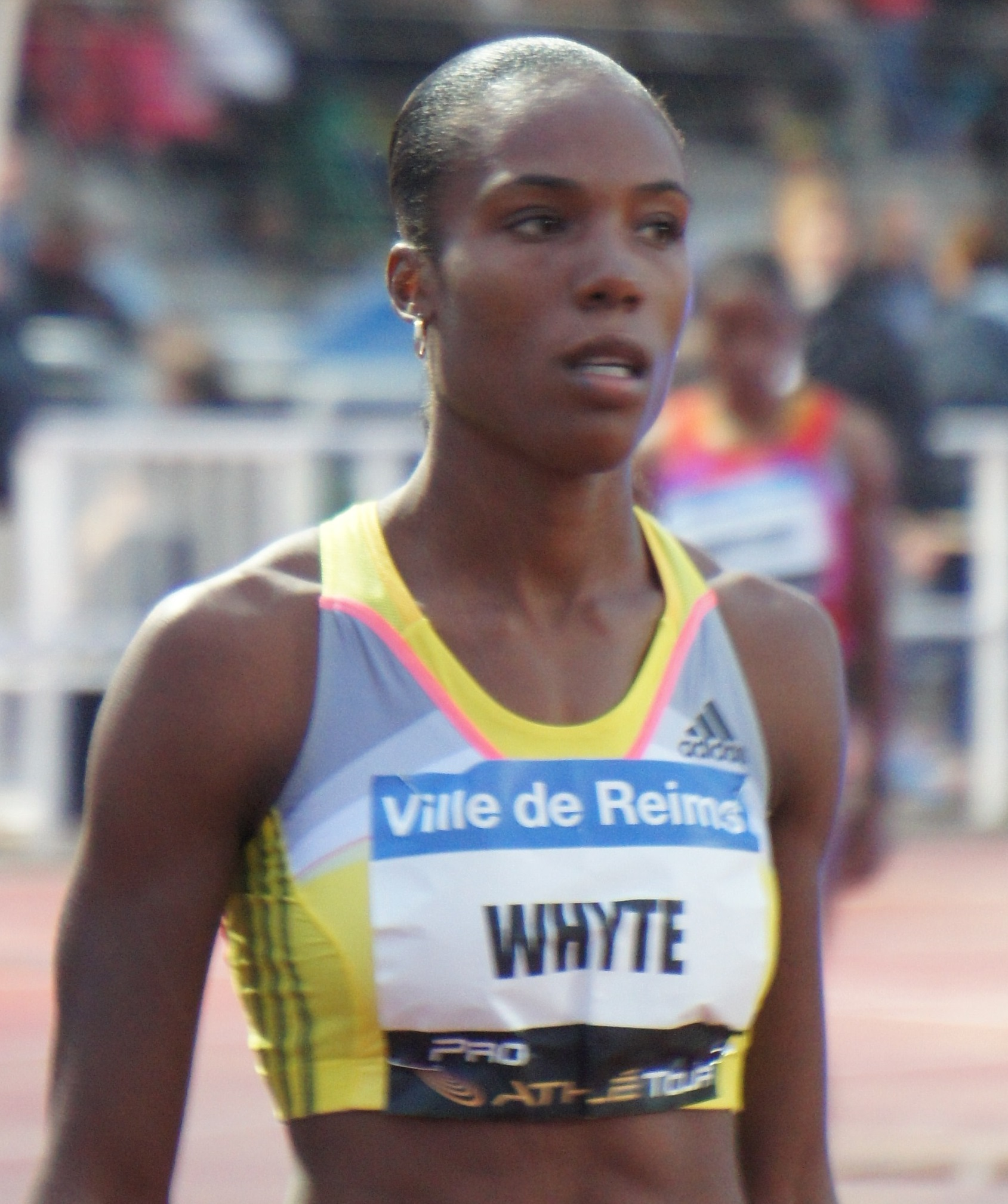
Rosemarie Whyte wurde Olympiasiebte
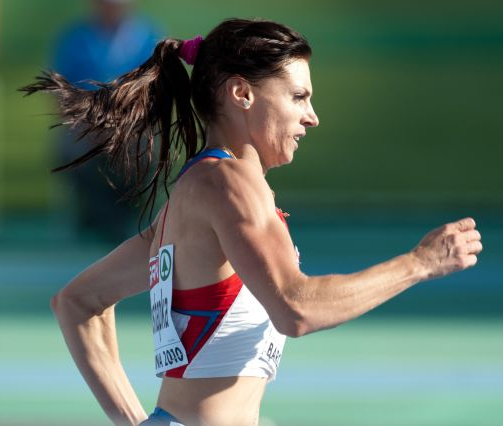
Antonina Kriwoschapka – gedopt und disqualifiziert

## Videolinks
- Athletics Women's 400m Round 1 - Full Replay -- London 2012 Olympic Games, youtube.com, abgerufen am 7. April 2022
- Women's 400m Heats - Full Heats - London 2012 Olympics, youtube.com, abgerufen am 7. April 2022
- Women's 400m Final - London 2012 Olympics, youtube.com, abgerufen am 7. April 2022